# Волынкин, Виктор Михайлович
Виктор Михайлович Волынкин (5 января 1948, Журавлиха, Алтайский край) — советский футболист (полузащитник), хоккеист (нападающий). Тренер.

## Биография
Родился 5 января 1948 года в селе Журавлиха (Алтайский край), с четырёх лет живёт в Барнауле.
В начале карьеры играл за команду мастеров класса «Б» по хоккею с шайбой «Моторе» (1965—1967) на месте правого крайнего нападающего. Всю футбольную карьеру провёл в команде «Темп» / «Динамо» Барнаул в 1967—1978 годах — 334 матча, 15 мячей.
Победитель 5 зоны второй лиги (1974), второй призёр 7 зоны второй лиги (1973), третий призёр 5 зоны второй лиги (1976). Финалист Кубка РСФСР 1975.
Включён в символическую сборную «Динамо» 20-летия (1969—1989) и в символическую сборную Барнаула за 25 лет (1957—1981).
Тренер дубля «Динамо» (СДЮШОР, 1979—1983), начальник команды «Динамо» (1984—1985, до июня), тренер «Динамо» (1986—1987), главный тренер (1988, 1991—1992, конец сезона 1999—2000). Тренер (1993—1994) и начальник команды (1995) «Портовик» Холмск. в 1996 году выходил в составе команды на поле.
Окончил Барнаульский государственный педагогический институт (преподаватель физического воспитания, 1972), ВШТ (1989—1990).
Отличник физической культуры и спорта.
Возглавлял ДЮСШ «Хоккей» (школа Черепанова) Позже, в течение пяти лет, — председатель горспорткомитета, затем — директор барнаульской ДЮСШ № 7.